# Yinka Ajayi
Yinka Ajayi (Nigeria, 11 de agosto de 1997) es una atleta nigeriana, especialista en la prueba de 400 m, en la que logró ser medallista de bronce africana en 2018

## Carrera deportiva
En el Campeonato Africano de Atletismo de 2018 celebrado en Asaba (Nigeria) ganó la medalla de bronce en los 400 metros, empleando un tiempo de 51.34 segundos, tras la sudafricana Caster Semenya (oro con 49.96 segundos, que fue récord nacional) y la botsuana Christine Botlogetswe (plata con 51.19 segundos). También ganó la medalla de oro en los relevos de 4x400 metros, por delante de los equipos de Kenia y Zambia.